# 石田靖雅
石田 靖雅（いしだ やすまさ）は、日本の医学者。奈良先端科学技術大学院大学機能ゲノム医学研究室准教授。愛知県名古屋市出身。

## 業績
東海高等学校を経て名古屋大学医学部卒業。1987年に京都大学大学院に進学し、本庶佑研究室に所属。当初はT細胞のアポトーシス誘導時に発現が増強される遺伝子と想定したPD-1（Programmed cell death 1）を1992年に発見、同定・命名した。
T細胞は胸腺で作られるが、その際自己攻撃性を獲得した危険なT細胞がアポトーシスで自死する際に重要な役割を果たすものであって欲しい、という願いをこめて、Programmed Death-1と命名した、と石田は述べている。
発見者の石田は発見後わずか一年でアメリカ留学のためPD-1研究から離れたが、その後も本庶研究室では他の研究員達により長年に渡って継続された。不明であったPD-1の機能も当初石田が期待したT細胞のアポトーシス誘導は示されず、一方で1998年に作製されたPD-1欠損マウスが脾腫、血中免疫グロブリンの増加、脾B細胞の抗IgM刺激に対する反応性亢進等を来したことから、T細胞が生体内に広がった後に免疫反応を負に制御する事は示されるに至った。
またある種の腫瘍細胞はPD-1に結合し作用させるPD-L1/2タンパクを多く発現し、 免疫監視からの逃避を促進していることが明らかになり、これらの成果を基に2014年７月には世界初の免疫チェックポイント阻害剤である抗PD-1抗体薬が悪性黒色腫の治療薬として認可された。その後抗PD-L1抗体薬も認可されている。

## 学術賞
- 2014年 - JCA-CHAAO賞[1]

## 文献
- 石田靖雅; 縣保年; 柴原慶一; 本庶佑 (1992年11月), “Induced expression of PD-1, a novel member of the immunoglobulin gene superfamily, upon programmed cell death” (英語), 欧州分子生物学機関誌 11 (11):  3887-3895, doi:10.1002/J.1460-2075.1992.TB05481.X, ISSN 0261-4189, PMC 556898, PMID 1396582, Wikidata Q24293504
- Yoshiko Iwai; Masayoshi Ishida; 田中義正; Taku Okazaki; 本庶佑; Nagahiro Minato (2002年9月6日), “Involvement of PD-L1 on tumor cells in the escape from host immune system and tumor immunotherapy by PD-L1 blockade” (英語), 米国科学アカデミー紀要 99 (19):  12293-12297, Bibcode: 2002PNAS...9912293I, doi:10.1073/PNAS.192461099, ISSN 0027-8424, PMC 129438, PMID 12218188, Wikidata Q24535835
- Taku Okazaki; 田中義正; Ryosuke Nishio et al. (2003年11月2日), “Autoantibodies against cardiac troponin I are responsible for dilated cardiomyopathy in PD-1-deficient mice” (英語), ネイチャー メディシン 9 (12):  1477-1483, doi:10.1038/NM955, ISSN 1078-8956, PMID 14595408, Wikidata Q34543002